# Бетлемська печера
Бетлемі (груз. ბეთლემი — Вифлеємська печера, від назви міста Вифлеєм у Палестині) — печера, розташована на масиві гори Казбек (груз. მყინვარწვერი), на висоті близько 4 100 метрів над рівнем моря. Вхід в печеру висічений в червоній андезитовій прямовисній скелі на висоті 350–400 метрів від основи.

## Історія
Першу згадку про печеру містить грузинський літопис «Картліс Цховреба», згідно з яким сто молодих воїнів-хевсурів приховали від наступаючого війська Тимур-Ленга в цій печері скарби цариці Тамари, і, побоюючись розголошення таємниці, закололи один одного.

Висічену у високих скелях Казбека печеру в XVIII столітті згадував і грузинський вчений-історик царевич Вахушті Багратіоні в «Географії Грузії»: 
 У скелі Мкінварі, вельми високої, висічені печери, і називають їх Бетлемі, підйом туди важкий, то з печери спущено залізного ланцюга і по ньому підіймаються. Кажуть, що там знаходиться колиска богова і намет Авраама, що стоїть без стовпів, без мотузки, (кажуть) і про інші чудеса, але я мовчу про них. Під ними є монастир, висічений в скелі (ця) нині в пусті. 
Печера з ланцюгом біля входу, як притулок ченця, описана і в поемі  Іллі Чавчавадзе «Пустельник».

## Відкриття печери
У записах свого щоденника альпініст Леван Суджашвілі в 1947 р. відзначив, що на скелі на північний схід від вершини Казбека побачив печеру з залізними воротами і звисаючим ланцюгом.
У січні 1948 року група альпіністів під керівництвом Олександри Джапарідзе досліджувала печеру, виявивши біля входу звисаючий металевий ланцюг довжиною 5,5 метрів. Печера мала куполоподібну стелю, заокруглені стіни і вимощену чотирикутними плитами підлогу. У ній був виявлений церковний престол, середньовічнє церковне начиння, церковне знамено, що датується X–XI століттями, монети XV–XVIII століть та інші предмети. На думку групи дослідників, останні відвідувачі залишили печерний храм близько 100 років тому. У краєзнавчому музеї ім. Олександра Казбегі зберігаються ворота печери Белем.
Неподалік від печери були виявлені висічені в скелі келії ченців, могильна плита, кам'яний хрест і стовп.
Ці знахідки привели до висновку, що печера є найдавнішим і найвисокогірнішим у світі печерним храмом християн, а сам чернечий комплекс датований VI–VII століттями.